# Pteronemobius eneplos
Pteronemobius eneplos är en insektsart som beskrevs av Otte, D. 2006. Pteronemobius eneplos ingår i släktet Pteronemobius och familjen syrsor. Inga underarter finns listade i Catalogue of Life.